# Mecánica

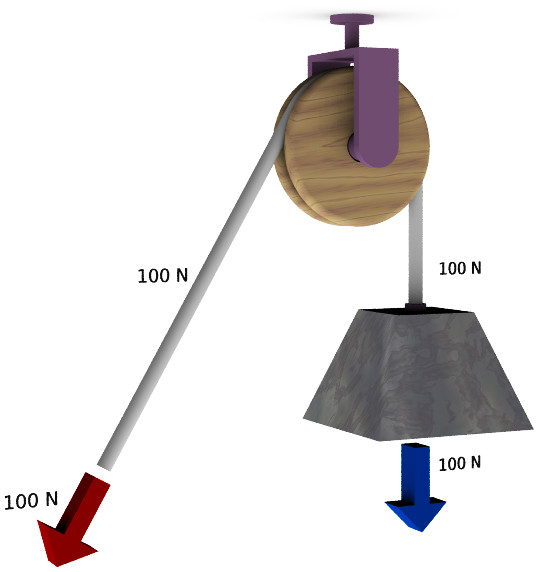
La mecánica comprende el estudio de las máquinas (polea simple fija).

La mecánica (en griego, Μηχανική y en latín, mēchanica) o arte de construir una máquina es la rama de la física que estudia y analiza el movimiento y reposo de los cuerpos, y su evolución en el tiempo, bajo la acción de fuerzas. Modernamente la mecánica incluye la evolución de sistemas físicos más generales que los cuerpos másicos. En ese enfoque la mecánica estudia también las ecuaciones de evolución temporal de sistemas físicos como los campos electromagnéticos o los sistemas cuánticos donde propiamente no es correcto hablar de cuerpos físicos.
El conjunto de disciplinas que abarca la mecánica convencional es muy amplio y es posible agruparlas en cuatro bloques principales:
| Mecánica clásica     | Mecánica cuántica         |
| Mecánica relativista | Teoría cuántica de campos |

La mecánica es una ciencia perteneciente a la física, ya que los fenómenos que estudia son físicos, por ello está relacionada con las matemáticas. Sin embargo, también puede relacionarse con la ingeniería, en un modo menos riguroso. Ambos puntos de vista se justifican parcialmente ya que, si bien la mecánica es la base para la mayoría de las ciencias de la ingeniería clásica, no tiene un carácter tan empírico como estas y, en cambio, por su rigor y razonamiento deductivo, se parece más a la matemática.
Esta rama de la física tiene sus orígenes en la Antigua Grecia con los escritos de Aristóteles y Arquímedes. Durante el período moderno temprano, científicos como Galileo, Kepler y Newton sentaron las bases de lo que ahora se conoce como mecánica clásica. Es una rama de la física clásica que se ocupa de partículas que están en reposo o que se mueven con velocidades significativamente menores que la velocidad de la luz. También se puede definir como una rama de la ciencia que se ocupa del movimiento y las fuerzas sobre cuerpos que no están en el reino cuántico. Hoy en día, el campo se conoce menos en términos de teoría cuántica.

## Historia

### Antigüedad
Los antiguos filósofos griegos fueron de los primeros en proponer que los principios abstractos gobiernan la naturaleza. La principal teoría de la mecánica en la antigüedad fue la  mecánica aristotélica, aunque se expone una teoría alternativa en el pseudoaristotélico Problemas mecánicos, a menudo atribuido a uno de sus sucesores.
Existe otra tradición que se remonta a los antiguos griegos en la que las matemáticas se utilizan más ampliamente para analizar los cuerpos  estáticamente o dinámicamente, un enfoque que puede haber sido estimulado por el trabajo previo del pitagórico Arquitas. Ejemplos de esta tradición son el pseudo-Euclides (Sobre la balanza), Arquímedes (Sobre el equilibrio de los planos, Sobre los cuerpos flotantes), Herón (Mechanica), y Pappus (Colección, Libro VIII).

### Edad medieval

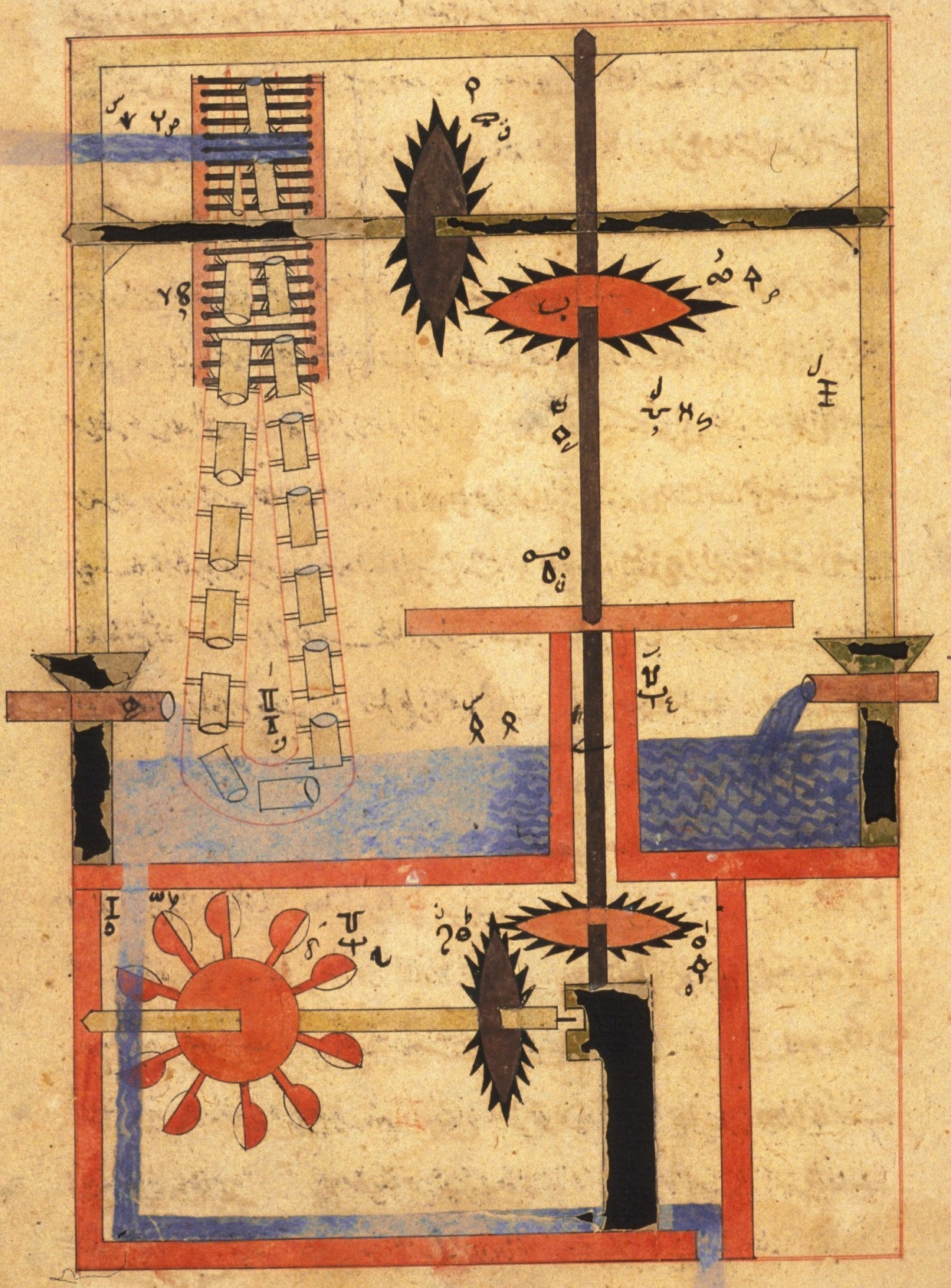
Arabic machine in a manuscript of unknown date.

En la Edad Media, las teorías de Aristóteles fueron criticadas y modificadas por varias figuras, empezando por Juan Filópono en el siglo VI. Un problema central fue el del  movimiento de proyectiles, discutido por Hiparco de Nicea y Filoponio.
El polímata islámico persa Avicena (Ibn Sina) publicó su teoría del movimiento en El libro de la curación (1020). Decía que un impulso es impartido a un proyectil por el lanzador, y lo consideraba persistente, requiriendo fuerzas externas como la resistencia del aire para disiparlo. Ibn Sina distinguió entre 'fuerza' e 'inclinación' (llamada "mayl"), y argumentó que un objeto ganaba mayl cuando el objeto se encontraba en oposición a su movimiento natural. Así, concluyó que la continuación del movimiento se atribuye a la inclinación que se transfiere al objeto, y que éste estará en movimiento hasta que se gaste el mayl. También afirmó que un proyectil en el vacío no se detendría a menos que se actuara sobre él, en consonancia con la primera ley del movimiento de Newton.
Sobre la cuestión de un cuerpo sometido a una fuerza constante (uniforme), el erudito judeoárabe del siglo XII Hibat Allah Abu'l-Barakat al-Baghdaadi (nacido Nathanel, iraquí, de Bagdad) afirmó que una fuerza constante imparte una aceleración constante. Según Shlomo Pines, la teoría del movimiento de al-Baghdaadi era "la negación más antigua de la ley dinámica fundamental de Aristóteles [a saber, que una fuerza constante produce un movimiento uniforme], [y es, por tanto, una] anticipación de forma vaga de la ley fundamental de la mecánica clásica". [a saber, que una fuerza aplicada continuamente produce aceleración]."
Influido por escritores anteriores como Ibn Sina y al-Baghdaadi, el sacerdote francés del siglo XIV Jean Buridan desarrolló la teoría del ímpetu, que más tarde se convirtió en las modernas teorías de la inercia, la velocidad, la aceleración y el impulso. Este trabajo y otros fueron desarrollados en la Inglaterra del siglo XIV por los calculistas de Oxford como Thomas Bradwardine, que estudiaron y formularon diversas leyes relativas a la caída de los cuerpos. El concepto de que las principales propiedades de un cuerpo son el movimiento uniformemente acelerado (como el de los cuerpos que caen) fue elaborado por los Calculadores de Oxford del siglo XIV.

## Mecánica clásica
La mecánica clásica está formada por áreas de estudio que van desde la mecánica del sólido rígido y otros sistemas mecánicos con un número finito de grados de libertad, a sistemas como la mecánica de medios continuos (sistemas con infinitos grados de libertad). Existen dos formulaciones diferentes, que difieren en el grado de formalización para los sistemas con un número finito de grados de libertad:
- Mecánica newtoniana. Dio origen a las demás disciplinas y se divide en varias de ellas: la cinemática, estudio del movimiento en sí, sin atender a las causas que lo originan; la estática, que estudia el equilibrio entre fuerzas y la dinámica que es el estudio del movimiento atendiendo a sus orígenes, las fuerzas.
- Mecánica analítica, una formulación matemática muy potente de la mecánica newtoniana basada en el principio de Hamilton, que emplea el formalismo de variedades diferenciables, en concreto el espacio de configuración y el espacio fásico.

Aplicados al espacio euclídeo tridimensional y a sistemas de referencia inerciales, las dos formulaciones son básicamente equivalentes.
El supuesto básico que caracteriza a la mecánica clásica es la predictibilidad: teóricamente infinita, matemáticamente si en un determinado instante se conociera (con precisión infinita) las posiciones y velocidades de un sistema finito de N partículas teóricamente pueden ser conocidas las posiciones y velocidades futuras, ya que en principio existen las funciones vectoriales {\displaystyle \displaystyle \{{\vec {r}}_{i}={\vec {r}}_{i}(t;{\vec {r}}_{i}^{(0)},{\vec {v}}_{i}^{(0)})\}_{i=1}^{N}} que proporcionan las posiciones de las partículas en cualquier instante de tiempo. Estas funciones se obtienen de unas ecuaciones generales denominadas ecuaciones de movimiento que se manifiestan de forma diferencial relacionando magnitudes y sus derivadas. Las funciones {\displaystyle \displaystyle \{{\vec {r_{i}}}(t)\}_{i=1}^{N}} se obtienen por integración, una vez conocida la naturaleza física del problema y las condiciones iniciales.
Existen otras áreas de la mecánica que cubren diversos campos aunque no tienen carácter global. No forman un núcleo fuerte para considerarse como disciplina:
- Mecánica de medios continuos
- Mecánica estadística

### Mecánica de medios continuos
La mecánica de medios continuos trata de cuerpos materiales extensos deformables y que no pueden ser tratados como sistemas con un número finito de grados de libertad. Esta parte de la mecánica trata a su vez de:
- La mecánica de sólidos deformables, que considera los fenómenos de la elasticidad, la plasticidad, la viscoelasticidad, etc.[18]
- La mecánica de fluidos, que comprende un conjunto de teorías parciales como la hidráulica, la hidrostática o fluidoestática y la hidrodinámica o fluidodinámica. Dentro del estudio de los flujos se distingue entre flujo compresible y flujo incompresible. Si se atiende a los fluidos de acuerdo a su ecuación constitutiva, se tienen fluidos perfectos, fluidos newtonianos y fluidos no newtonianos.[19]
- La acústica, la mecánica ondulatoria clásica.[20]

La mecánica de medios continuos usual es una rama de generalización de la mecánica clásica, aunque durante la segunda mitad del siglo XX se desarrollaron formulaciones relativistas de los medios continuos, aunque no existe un análogo cuántico equivalente ya que dicha teoría interpreta los medios continuos en forma de partículas.
También existe la mecánica de medios continuos relativistas, aunque existen algunos problemas abiertos en relación con las generalizaciones relativistas de la mecánica de medios clásicas. Por otro lado, no hay generalizaciones cuánticas que sean el análogo cuántico de la mecánica de medios continuos.

### Mecánica estadística
La mecánica estadística trata de sistemas con muchas partículas y que por tanto tienen un número elevado de grados de libertad, al punto que no resulta posible escribir todas las ecuaciones de movimiento involucradas y, en su defecto, trata de resolver aspectos parciales del sistema por métodos estadísticos que dan información útil del comportamiento global del sistema sin especificar qué sucede con cada partícula del sistema. Los resultados obtenidos coinciden con los resultados de la termodinámica. Usa tanto formulaciones de la mecánica hamiltoniana como formulaciones de la teoría de probabilidad. Existen estudios de mecánica estadística basados tanto en la mecánica clásica como en la mecánica cuántica.

## Mecánica relativista
La mecánica relativista o teoría de la relatividad comprende:
- La Teoría de la relatividad especial, que describe adecuadamente el comportamiento clásico de los cuerpos que se mueven a grandes velocidades en un espacio-tiempo plano (no-curvado).[23]
- La Teoría general de la relatividad, que generaliza la anterior describiendo el movimiento en espacios-tiempo curvados, además de englobar una teoría relativista de la gravitación que generaliza la teoría de la gravitación de Newton.[24]

Existen varias propiedades interesantes de la dinámica relativista, entre ellas:
- La fuerza y la aceleración no son en general vectores paralelos en una trayectoria curva, ya que la relación entre la aceleración y la fuerza tangenciales es diferente que la que existe entre la aceleración y fuerza normales. Tampoco la razón entre el módulo de la fuerza y el módulo de la aceleración es constante, ya que en ella aparece el inverso del factor de Lorentz, que es decreciente con la velocidad, llegando a ser nulo a velocidades cercanas a la velocidad de la luz.
- El intervalo de tiempo medido por diferentes observadores en movimiento relativo no coincide, por lo que no existe un tiempo absoluto, y no puede establecerse un presente común a todos los observadores, aunque se mantienen relaciones de casualidades estrictas.
- Otro hecho interesante de la mecánica relativista es que elimina la acción a distancia. Las fuerzas que experimenta una partícula en el campo gravitatorio o electromagnético provocado por otras partículas depende de la posición de las partículas en un instante anterior, siendo el "retraso" en la influencia que ejercen unas partículas sobre otras del orden de la distancia dividida entre la velocidad de la luz:

{\displaystyle \Delta t\approx {\frac {d}{c}}}

Sin embargo, a pesar de todas estas diferencias, la mecánica relativista es mucho más similar a la mecánica clásica desde un punto de vista formal, que por ejemplo la mecánica cuántica. La mecánica relativista sigue siendo una teoría estrictamente determinista.

## Mecánica cuántica
La mecánica cuántica trata con sistemas mecánicos de pequeña escala o con energía muy pequeña (y ocasionalmente sistemas macroscópicos que exhiben cuantización de alguna magnitud física). En esos casos los supuestos de la mecánica clásica no son adecuados. En particular el principio de determinación por el cual el estado futuro del sistema depende por completo del estado actual no parece ser válido, por lo que los sistemas pueden evolucionar en ciertos momentos de manera no determinista (ver postulado IV y colapso de la función de onda), ya que las ecuaciones para la función de onda de la mecánica cuántica no permiten predecir el estado del sistema después de una medida concreta, asunto conocido como problema de la medida. Sin embargo, el determinismo también está presente porque entre dos medidas filtrantes el sistema evoluciona de manera determinista de acuerdo con la ecuación de Schrödinger.
La evolución no determinista y las medidas sobre un sistema, están regidas por un enfoque probabilístico. En mecánica cuántica este enfoque probabilístico, lleva por ejemplo en el enfoque más común renunciar al concepto de trayectoria de una partícula. Peor aún el concepto la interpretación de Copenhague renuncia por completo a la idea de que las partículas ocupen un lugar concreto y determinado en el espacio-tiempo. La estructura interna de algunos sistemas físicos de interés como los átomos o las moléculas solo pueden ser explicados mediante un tratamiento cuántico, ya que la mecánica clásica hace predicciones sobre dichos sistemas que contradicen la evidencia física. En ese sentido la mecánica cuántica se considera una teoría más exacta o más fundamental que la mecánica clásica que actualmente solo se considera una simplificación conveniente de la mecánica cuántica para cuerpos macroscópicos.
También existe una mecánica estadística cuántica que incorpora restricciones cuánticas en el tratamiento de los agregados de partículas.

## Mecánica cuántica relativista
La mecánica cuántica relativista trata de juntar la mecánica relativista y mecánica cuántica, aunque el desarrollo de esta teoría lleva a la conclusión de que en un sistema cuántico relativista el número de partículas no se conserva y de hecho no puede hablarse de una mecánica de partículas, sino simplemente de una teoría cuántica de campos. Esta teoría logra aunar principios cuánticos y teoría de la relatividad especial (aunque no logra incorporar los principios de la relatividad general). Dentro de esta teoría, no se consideran ya estados de las partículas sino del espacio-tiempo. De hecho cada uno de los estados cuánticos posibles del espacio tiempo viene caracterizado por el número de partículas de cada tipo representadas por campos cuánticos y las propiedades de dichos campos.
Es decir, un universo donde existan Ni partículas del tipo i en los estados cuánticos E1, …, ENi representa un estado cuántico diferente de otro estado en el que observamos en mismo universo con un número diferente de partículas. Pero ambos "estados" o aspectos del universo son dos de los posibles estados cuánticos físicamente realizables del espacio-tiempo. De hecho la noción de partícula cuántica es abandonada en la teoría cuántica de campos, y esta noción se substituye por la de campo cuántico. Un campo cuántico es una aplicación que asigna a una función suave sobre una región del espacio-tiempo un operador autoadjunto. La función suave representa la región donde se mide el campo, y los valores propios del operador número asociado al campo el número de partículas observables a la hora de realizar una medida de dicho campo.

## Estudios interdisciplinarios relacionados con la mecánica
- La ingeniería electromecánica, que aplica conceptos de las ciencias del electromagnetismo, la electrónica, la eléctrica y la mecánica.
- La biomecánica, que aplica conceptos mecánicos dentro de la biología y la medicina.
- La econofísica, que aplica técnica de la mecánica estadística a la economía.